# Шевченко, Николай Григорьевич
Никола́й Григо́рьевич Шевче́нко (12 марта 1946 — 5 декабря 2017) — российский дипломат. Чрезвычайный и полномочный посланник 1 класса (1996).

## Биография
Окончил Краснодарский государственный педагогический институт (1967) и Дипломатическую академию МИД СССР (1987). Владел английским, персидским, немецким, таджикским и украинским языками. На дипломатической работе с 1987 года.
- В 1994—1997 годах — генеральный консул России в Мазари-Шарифе (Афганистан).
- В 1998—2000 годах — заместитель директора Департамента кадров МИД России.
- С 6 мая 2000 по 16 мая 2003 года — чрезвычайный и полномочный посол Российской Федерации в Бангладеш[1][2].
- В 2004—2006 годах — заместитель директора Департамента по связям с субъектами Федерации, парламентом и общественно-политическими организациями МИД России.
- В 2006—2010 годах — генеральный консул России в Исфахане (Иран).

## Дипломатический ранг
- Чрезвычайный и полномочный посланник 2 класса (1 апреля 1994)[3].
- Чрезвычайный и полномочный посланник 1 класса (30 декабря 1996)[4].